# Розанова Марія Василівна
Марія Василівна Р́озанова (за батьком: Круглікова, Р́озанова — дошлюбне материне; 27 грудня 1929, Вітебськ, БРСР — 13 грудня 2023, Фонтене-о-Роз) — літераторка, публіцистка, видавниця, дружина дисидента Андрія Синявського.

## Біографія
З двох років лишилася без батька — батьки розлучилися. Після того, як була виключена зі школи за неналежну поведінку, підробила табель і змінила прізвище — для переходу в іншу школу.
Закінчила мистецтвознавче відділення МГУ (1953). В лютому 1955 познайомилась із Андрієм Синявським, знайомство переросло в роман (Синявський на той час був одружений). Займалася архітектурною реставрацією, працювала в Літературному музеї, викладала в студії театру «Моссовета», працювала екскурсоводкою, викладала у ВДІК, в абрамцевському художньому училищі. Друкувалася в журналі «Декоративне мистецтво». Була відомою ювеліркою.
Була знайома з донькою Сталіна Світланою Аллілуєвою, яка працювала в одному інституті з Синявським і бувала в їхньому домі.
В 1973 разом з чоловіком — письменником Андрієм Синявським — виїхала з СРСР. З 1977 по 1997 — видавниця і співредакторка, а пізніше головна редакторка журналу «Синтаксис». Проживала в передмісті Парижа.